# Zilora obscura
Zilora obscura is een keversoort uit de familie zwamspartelkevers (Melandryidae). De wetenschappelijke naam van de soort werd in 1794 gepubliceerd door Johann Christian Fabricius.